# Nièvre (Somme)
Die Nièvre ist ein Fluss in Frankreich, der im Département Somme in der Region Hauts-de-France verläuft. Sie entspringt  im Ortsgebiet von Naours, entwässert generell Richtung West bis Südwest durch die historische Grafschaft Ponthieu und mündet nach rund 22 Kilometern an der Gemeindegrenze von L’Étoile und Flixecourt als rechter Nebenfluss in die kanalisierte Somme. 
Bei Canaples, wo die abgebaute Bahnstrecke Amiens – Doullens ihren Lauf kreuzt, nimmt sie als rechten Zufluss die Fieffe auf, bei Saint-Léger-lès-Domart die Domart. Dem Tal folgt von Canaples bis Saint-Léger-lès-Domart ein abgebautes, weiter talabwärts ein noch vorhandenes Industriegleis.

## Orte am Fluss
(Reihenfolge in Fließrichtung)
- Naours
- Canaples
- Halloy-lès-Pernois
- Pernois
- Berteaucourt-les-Dames
- Saint-Léger-lès-Domart
- Saint-Ouen
- Ville-le-Marclet
- Flixecourt